# ریلانی
ریلانی (انگلیسی: Rilany؛ زادهٔ ۲۶ ژوئن ۱۹۸۶) بازیکن فوتبال اهل برزیل است.
از باشگاه‌هایی که در آن بازی کرده‌است می‌توان به باشگاه فوتبال زنان تیرسو و باشگاه فوتبال زنان سانتوس اشاره کرد.
وی همچنین در تیم ملی فوتبال زنان برزیل بازی کرده‌است.